# Катастрофа Boeing 747 под Бишкеком
Катастрофа Boeing 747 под Бишкеком — авиационная катастрофа, произошедшая в понедельник 16 января 2017 года. Грузовой самолёт Boeing 747-412F-SCD авиакомпании ACT Airlines совершал плановый рейс TK6491 для авиакомпании Turkish Airlines по маршруту Гонконг—Бишкек—Стамбул, но при заходе на посадку в бишкекском аэропорту Манас рухнул на дачный посёлок Дачи-СУ (Сокулукский район Чуйской области). В катастрофе погибли 39 человек — все 4 члена экипажа на борту самолёта и 35 местных жителей на земле.
Катастрофа рейса 6491 стала третьей по масштабам авиакатастрофой в истории Кыргызстана (после катастроф Boeing 737 под Бишкеком и Ил-14 под Таласом), а также крупнейшей авиакатастрофой с жертвами на земле (с 2008 года).

## Самолёт
Boeing 747-412F-SCD (регистрационный номер TC-MCL, заводской 32897, серийный 1322) был выпущен в 2003 году (первый полёт совершил 13 января под тестовым б/н N5022E). С 27 февраля 2003 года по 5 декабря 2015 года эксплуатировался авиакомпанией Singapore Airlines Cargo (борт 9V-SFL). С 5 декабря 2015 года самолёт под бортовым номером TC-MCL принадлежал авиакомпании ACT Airlines, в которой выполнял чартерные рейсы для авиакомпаний Qatar Airways Cargo (с 1 января по 15 декабря 2016 года) и Turkish Airlines, которая 11 января 2017 года взяла его в мокрый лизинг (арендовала самолёт вместе с экипажем и техническим обслуживанием) и использовала для выполнения собственных рейсов, в том числе планового рейса TK6491 по маршруту Гонконг—Бишкек—Стамбул.
Самолёт был оснащён четырьмя турбовентиляторными двигателями Pratt & Whitney PW4056. На день катастрофы совершил 8308 циклов «взлёт-посадка» и налетал 46 821 час.

## Экипаж
Все 4 члена экипажа разбившегося самолёта были гражданами Турции:
- Командир воздушного судна (КВС) — 59-летний Ибрахим Диранджи (тур. İbrahim Dirancı). Налетал 10 808 часов, 820 из них на Boeing 747-400.
- Второй пилот — 59-летний Казым Ондюл (тур. Kazım Öndül). Налетал 5894 часа, 1758 из них на Boeing 747-400.
- Бортоператор — 41-летний Ихсан Коджа (тур. İhsan Koca). Налетал 4217 часов, 2431 из них на Boeing 747-400.
- Ответственный за груз — 52-летний Мелих Аслан (тур. Melih Aslan).

## Хронология событий
Рейс TK6491 вылетел из Гонконга в 19:12 UTC, на его борту находились 4 члена экипажа и 85 618 килограммов груза (товары народного потребления).
После 07:20 по местному времени (01:20 UTC) рейс 6491 должен был совершить посадку в Бишкеке для смены экипажа и дозаправки. В момент подлёта рейса 6491 к Бишкеку в районе аэропорта Манас были неблагоприятные погодные условия, но (по словам заместителя директора Агентства гражданской авиации Кыргызстана Бакыта Джунушалиева) туман не мешал пилотам осуществить посадку.
В 00:51 UTC, при заходе на посадку, экипаж запросил данные о погоде и подтвердил их получение. Но пилоты не сумели совершить посадку с первого раза и, вероятно, решили уйти на второй круг, но в 01:19 UTC рейс TK6491 рухнул на жилые дома дачного посёлка Дачи-СУ в 1 километре от аэропорта Манас.
В результате катастрофы на земле были разрушены 32 дома и возник пожар. Погибли 39 человек — все 4 члена экипажа в самолёте и 35 человек на земле; изначально один из пилотов выжил, но умер по дороге в больницу, среди погибших было 17 детей. Ещё 14 человек со множественными тяжёлыми травмами были госпитализированы в больницы Бишкека.
По словам заместителя министра чрезвычайных ситуаций Калыса Ахматова, ущерб от авиакатастрофы составил 186,5 млн сомов.

## Реакция
День 17 января 2017 года был объявлен в Кыргызстане днём траура.
Свои соболезнования в связи с авиакатастрофой выразили, в частности, президенты Азербайджана, Армении, Беларуси, Узбекистана, Казахстана, Молдовы, России, Таджикистана, Туркменистана и Турции, а также Папа Римский Франциск и представители ООН.
После авиакатастрофы был вновь поднят вопрос о безопасности жилых домов возле аэропортов. Депутат Жогорку Кенеша Пархат Тулендыбаев призвал правительство снести дома возле аэропортов и предоставить людям другое жильё. Проверка, проведённая Генеральной прокуратурой Кыргызстана после авиакатастрофы, выявила, что ряд домов возле аэропортов Баткена и Джалал-Абада были построены незаконно.

## Расследование
Для расследования причин катастрофы по распоряжению премьер-министра Сооронбая Жээнбекова была создана правительственная комиссия. В этот же день к работе приступила комиссия Межгосударственного авиационного комитета (МАК), в состав которой также вошли представители США и Турции.
Вечером 16 января 2017 года на месте катастрофы был найден один из бортовых самописцев, второй самописец был найден на следующий день (17 января).
20 января началась расшифровка самописцев. 24 января глава комиссии по расследованию причин катастрофы Леонид Каширский заявил, что, по предварительным данным, упавший самолёт был полностью исправен, а окончательный отчёт расследования будет опубликован не раньше, чем через 4 месяца.
2 февраля комиссия МАК завершила работу на месте катастрофы.
24 марта МАК опубликовал предварительный отчёт расследования.

### Окончательный отчёт расследования
2 марта 2020 года МАК опубликовал окончательный отчёт расследования причин катастрофы рейса TK6491.
Заключение

Причиной катастрофы самолёта Boeing 747-412F (TC-MCL) явилось отсутствие контроля со стороны экипажа за положением самолёта относительно глиссады при выполнении автоматического захода на посадку ночью, в метеоусловиях, соответствующих CAT II ICAO, и, как следствие, непринятие своевременных мер по уходу на второй круг при значительных отклонениях от установленной схемы захода, что привело к столкновению с землёй в управляемом полете (CFIT) на удалении ≈ 930 метров за выходным торцом активной ВПП.

МАК также отметил, что катастрофе способствовали недостаточная предварительная подготовка экипажа к полёту в аэропорт Манас в части изучения схем подхода, а также неоптимальные решения пилотов при выборе параметров снижения самолёта.
«Дополнительно уровень стресса мог увеличиться из-за эмоционального обсуждения членами экипажа (в первую очередь командиром воздушного судна) указаний и действий специалистов службы управления воздушным движением», — подчёркивается в окончательном отчёте МАК.
В 2021 году, к четвёртой годовщине катастрофы, информационное агентство «Sputnik Кыргызстан» выпустило видео о результатах расследования.